# Перес, Рейнальдо
Рейнальдо Перес Рамос (исп. Reynaldo Pérez Ramos; род. 22 января 1994, Гуане, Куба) — кубинский футболист, полузащитник. Выступал за сборную Кубы.

## Биография
В чемпионате Кубы дебютировал в 2013 году в команде «Пинар-дель-Рио». Сезон 2017 отыграл в клубе «Артемиса», но через год вернулся в «Пинар-дель-Рио».
За сборную Кубы дебютировал 29 марта 2014 года в товарищеском матче со сборной Индонезии, но затем долгое время не привлекался в сборную. Вернулся в национальную команду в 2018 году. Летом 2019 года был включён в заявку сборной Кубы на Золотой кубок КОНКАКАФ 2019, проходивший в США. В стартовом матче турнира Перес остался на скамейке запасных, но сыграл в матче 2-го тура против сборной Мартиники, в котором вышел на замену 66-й минуте. После игры с Мартиникой Перес, вместе с партнёрами по сборной Луисмелем Моррисом и Даниэлем Луисом, сбежал в США. За несколько дней до этого из сборной также сбежал полузащитник Ясмани Лопес.